# Messene
 For alternative betydninger, se Messene (flertydig). (Se også artikler, som begynder med Messene)
Messene (Græsk: Μεσσήνη Messini), officielt Oldtidens Messene, er et lokalsamfund (topiki koinotita) i den kommunale enhed (dimotiki enotita) Ithomi, i kommunen (dimos) i Messini i den regionale enhed (perifereiaki enotita) Messini i regionen (perifereia) Peloponnes, en af de 13 regioner, som Grækenland er blevet inddelt i. Før 2011 havde den samme placering i det administrative hierarki, i henhold til lov 2539 fra 1997, Kapodistrias-planen, bortset fra at Ithomi var en selvstændig kommune og det gamle Messene var en lokal afdeling (topiko diamerisma) inden for den. 

## Ruinbyen
Det meste af området omkring det antikke Messene indeholder ruinerne af den store klassiske bystat Messene, der blev genetableret af Epaminondas i 369 f.Kr. efter slaget ved Leuctra og den første Thebaner-invasion af Peloponnes.  Epaminondas opfordrede alle de familier, der var gået i eksil fra Messenien under dets lange kamp mod og trældom under militærstaten Sparta, der nu var færdig som erobrerstat, til at vende tilbage til deres hjemland. Dette nye Messene, det nuværende antikke Messene, blev bygget over ruinerne af Ithome, en gammel by oprindeligt af Achaeinerne, der tidligere var blevet ødelagt af spartanerne og forladt i nogen tid.
De betydelige ruiner en stor historisk attraktion. En stor del af den er blevet arkæologisk udgravet og delvist restaureret eller bevaret med henblik på studier og offentlig fremvisning, samt til forskellige arrangementer. Stedet blev aldrig helt forladt. Den lille landsby Mavromati indtager det, der var den øvre by omkring springvandet kaldet Klepsydra.